# Szinpetri
Szinpetri ist eine ungarische Gemeinde im Kreis Edelény im Komitat Borsod-Abaúj-Zemplén.

## Geografische Lage
Szinpetri liegt in Nordungarn, 44 Kilometer nordwestlich des Komitatssitzes Miskolc und 23 Kilometer nordwestlich der Kreisstadt Edelény an dem Fluss Jósva-patak. Nachbargemeinden sind Szin, Jósvafő und Tornakápolna.

## Sehenswürdigkeiten
- Reformierte Kirche, erbaut 1792 im spätbarocken Stil, nach der Zerstörung durch einen Brand 1877–1878 neu errichtet
- Wassermühle

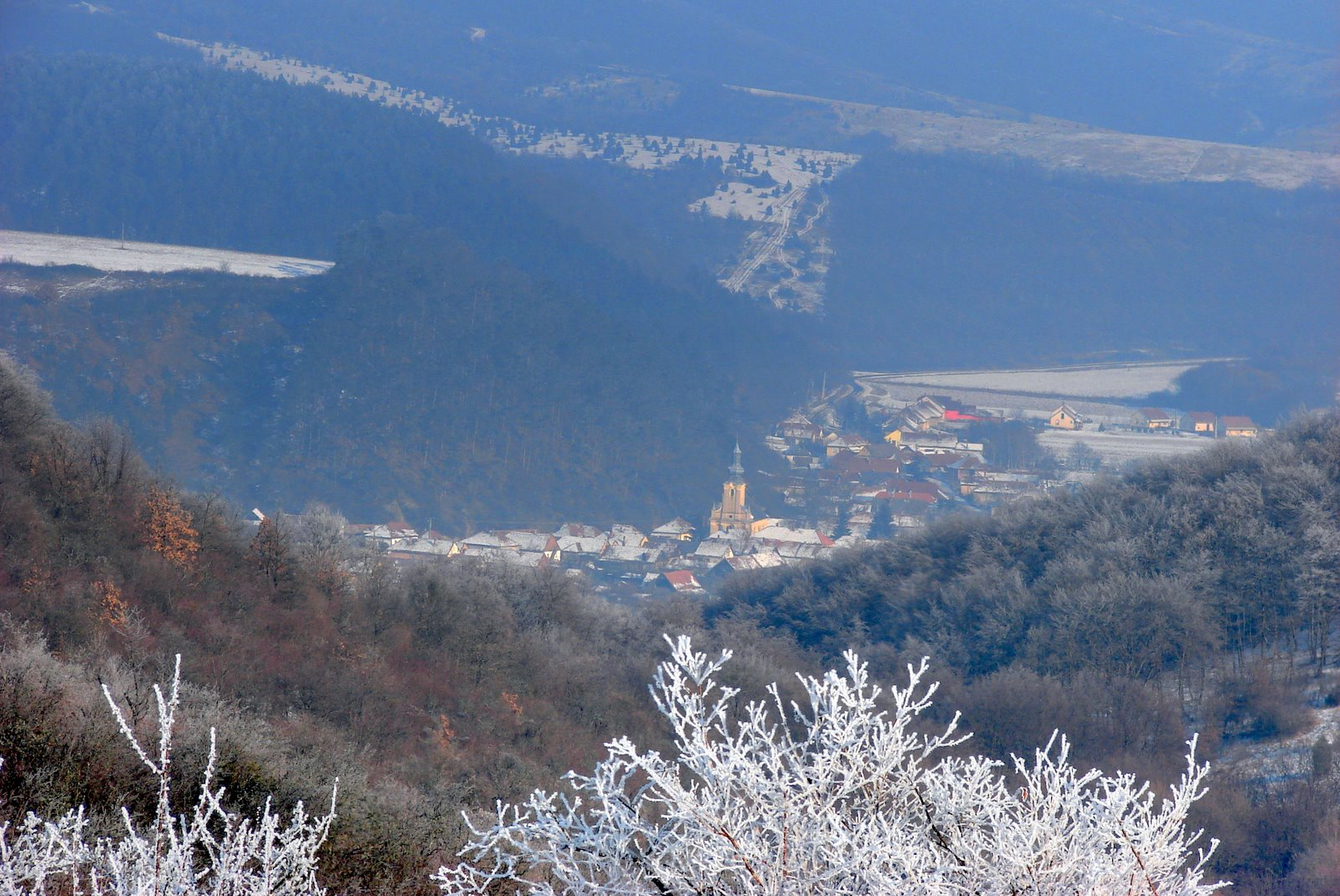
Blick auf Szinpetri
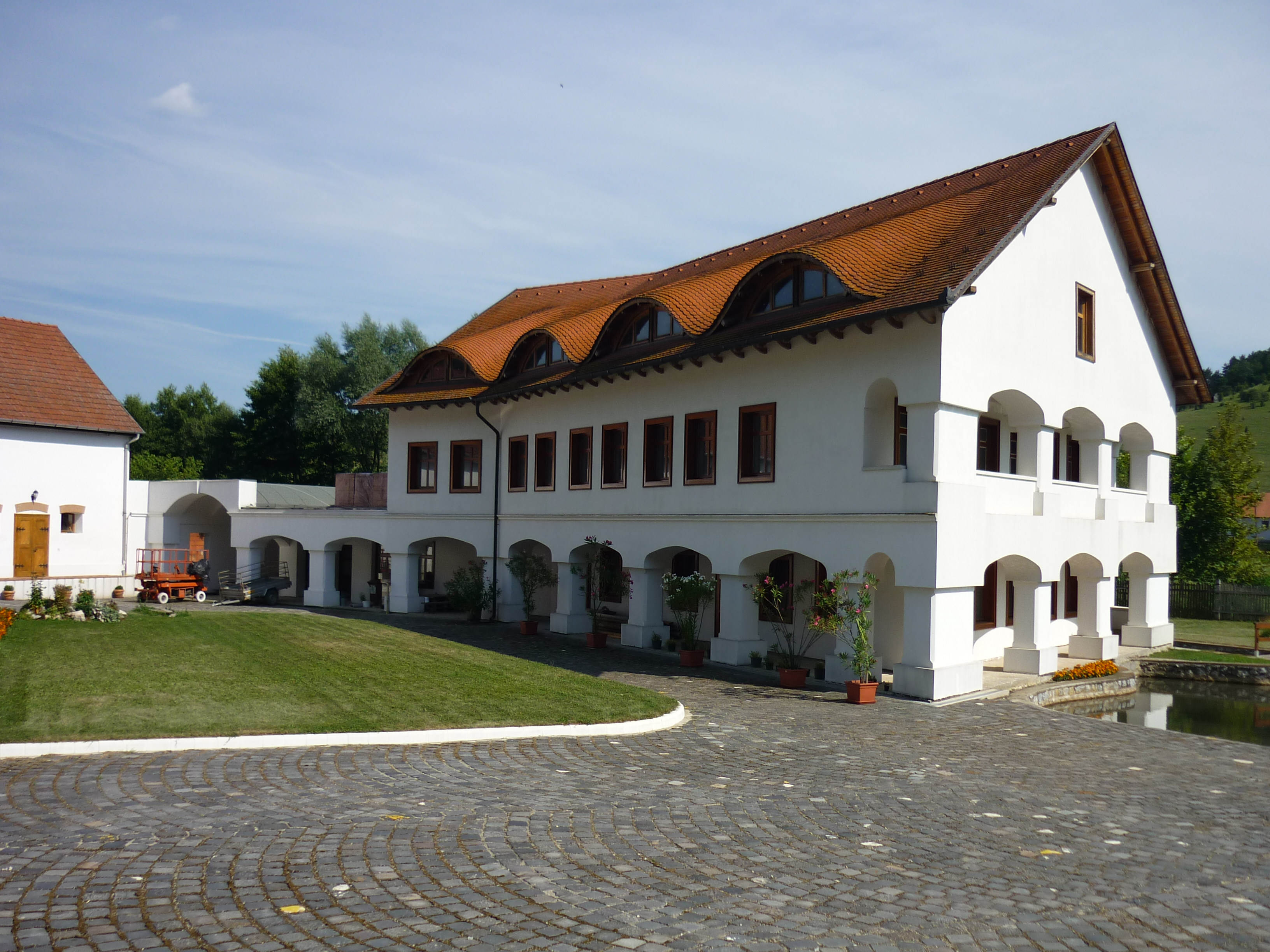
Mühle
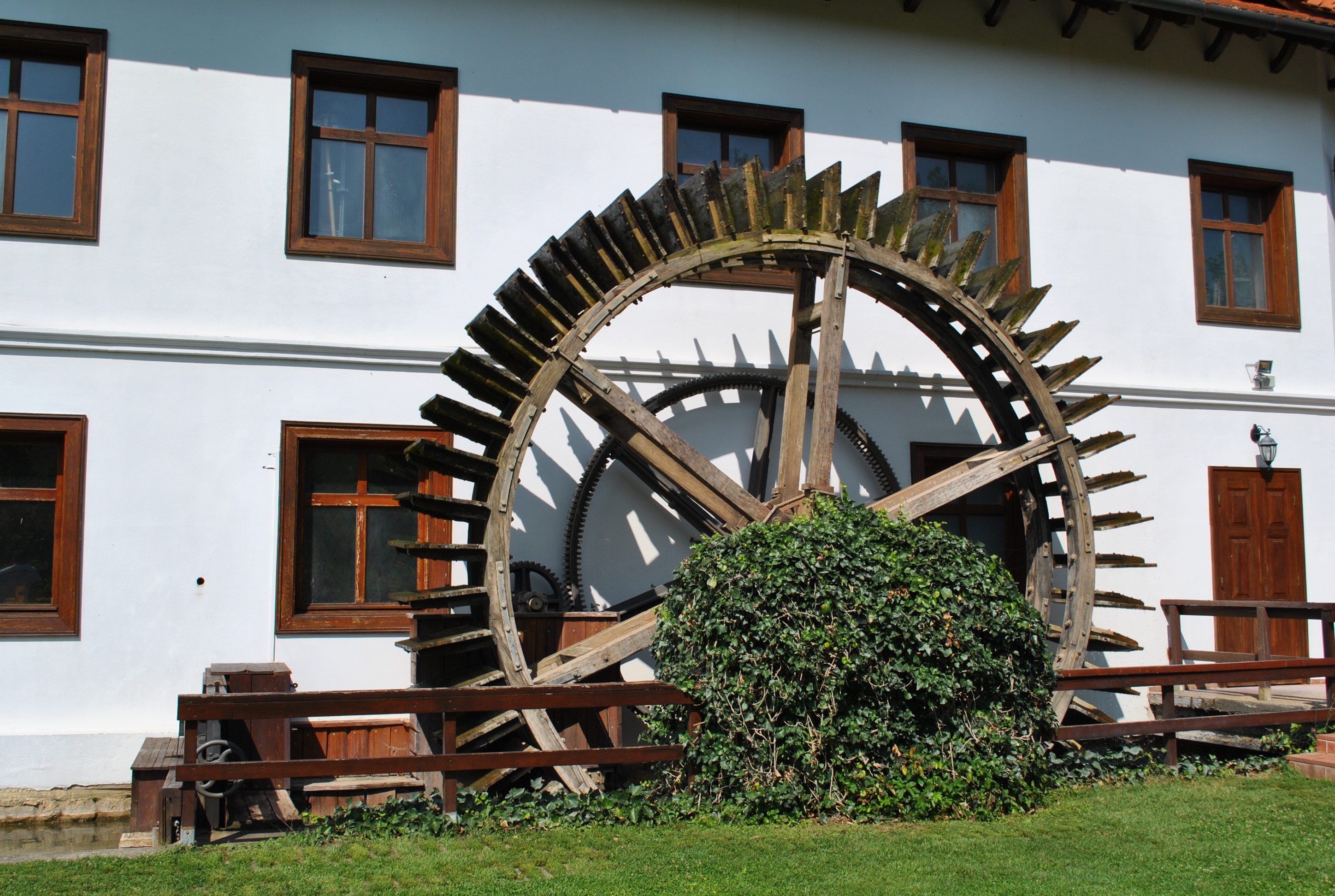
Mühlrad

## Verkehr
Durch Szinpetri verläuft die Landstraße Nr. 2603. Es bestehen Busverbindungen nach Aggtelek sowie über Szin zum nächstgelegenen Bahnhof Jósvafő-Aggtelek, der sich sechs Kilometer östlich befindet.